# مدیا پرایما
مدیا پرایما (انگلیسی: Media Prima) شرکت رسانه‌ای مالزیایی است، که در سال ۲۰۰۳ تأسیس شد.